# 2012년 LG 트윈스 시즌
2012년 LG 트윈스 시즌은 LG 트윈스의 KBO 리그에서의 31번째 시즌이자 김기태 감독 부임 후 첫 시즌이다.
팀은 정규시즌 7위에 그쳐 10년 연속 포스트시즌 진출에 실패했다.

## 시즌 준비
2012년 1월 5일 오전 10시 서울종합운동장 야구장에서 열린 선수단 시무식을 시작으로 1월 15일부터 3월 10일까지 펼쳐지는 전지 훈련을 마친 후 2012년 시즌을 시작한다.

## 전지 훈련 참가 명단

### 투 · 포수조
- 투·포수조는 1월 15일 인천국제공항을 통해 사이판으로 전지훈련을 떠난 뒤, 2월 3일 오키나와로 이동해 야수조와 합류하여 훈련하게 된다.

| 포지션     | 이름 |
| ---------- | --- |
| 코칭스태프 | 71 조계현 • 70 김선진 • 73 김정민 • 77 차명석 • 79 강상수 • 88 김용일 • 90 류택현 (플레잉코치)                                                                                            |
| 트레이너   | 배요한 • 오세훈 |
| 투수       | 19 김기표 • 20 임정우 • 22 김광삼 • 29 임찬규 • 30 이상열 • 34 이대진 • 38 한희 • 45 이대환 • 46 최성훈 • 51 봉중근 • 54 주키치 • 55 정재복 • 56 송윤준 • 58 리즈 • 59 신재웅 • 98 이성진 |
| 포수       | 2 유강남 • 12 심광호 • 25 나성용 • 44 윤요섭 • 47 조윤준 |

### 야수조
- 야수조는 1월 15일 인천국제공항을 통해 오키나와로 전지훈련을 떠난다.

| 포지션     | 이름                                                                                                   |
| ---------- | --- |
| 코칭스태프 | 91 김기태(감독) • 76 유지현 • 80 김무관 • 83 김인호 • 85 최태원 • 87 송구홍                            |
| 트레이너   | 박종곤 • 이귀엽                                                                                        |
| 내야수     | 4 정병곤 • 5 김용의 • 6 윤진호 • 10 김태완 • 13 김일경 • 15 정주현 • 16 정성훈 • 32 최동수 • 52 오지환 |
| 외야수     | 7 이병규 • 8 양영동 • 9 이병규 • 33 박용택 • 35 이진영 • 43 윤정우 • 49 최현종 • 53 이대형 • 94 이민재 |

### 전지 훈련 추가 합류 선수 명단
- 추가로 합류한 선수들은 2월 2일까지 진주에서 훈련 후 2월 3일 오전 사이판에서 귀국한 투·포수조와 함께 오키나와로 출국하였다.[1]

| 포지션 | 이름                                                     |
| ------ | -------------------------------------------------------- |
| 투수   | 1 우규민 • 11 박현준 • 17 유원상 • 18 이동현 • 26 양승진 |
| 야수   | 3 서동욱                                                 |

#### 2차 추가 합류 선수 명단
- 2차로 추가된 선수들은 2월 15일 인천국제공항을 통해 오키나와로 출국하였다.

| 포지션 | 이름                  |
| ------ | --------------------- |
| 투수   | 21 경헌호 • 31 신정락 |
| 야수   | 23 손인호             |

## 시범 경기

#### 시범 경기 순위
- 2012년 시범 경기 최종 순위
  - 경기 : 13경기
  - 승 : 6승
  - 패 : 5패
  - 무 : 2무
  - 순위 : 4위

## 정규 리그

#### 정규 리그 순위
- 2012년 정규 리그 최종 순위
  - 경기 : 133경기
  - 승 : 57승
  - 패 : 72패
  - 무 : 4무
  - 순위 : 7위

## 퓨처스 리그

### 퓨처스 리그 순위
- 2012년 퓨처스 리그 최종 순위
  - 경기 : 92경기
  - 승 : 34승
  - 패 : 51패
  - 무 : 7무
  - 순위 : 5위

## 선수 통계

### 타자 TOP
| 부문        | 선수   | 기록 |
| ----------- | ------ | ---- |
| 타율(AVG)   | 정성훈 | .310 |
| 홈런(HR)    | 정성훈 | 12   |
| 홈런(HR)    | 오지환 | 12   |
| 타점(RBI)   | 박용택 | 76   |
| 득점(R)     | 박용택 | 82   |
| 안타(H)     | 박용택 | 152  |
| 출루율(OBP) | 정성훈 | .411 |
| 장타율(SLG) | 정성훈 | .499 |
| 도루(SB)    | 박용택 | 30   |

### 투수 TOP
| 부문          | 선수   | 기록 |
| ------------- | ------ | ---- |
| 승리(W)       | 주키치 | 11   |
| 평균자책(ERA) | 주키치 | 3.45 |
| 탈삼진(SO)    | 리즈   | 144  |
| 세이브(SV)    | 봉중근 | 26   |
| 세이브(HLD)   | 유원상 | 21   |
| 승률(WPCT)    | 주키치 | .579 |

## 코칭스태프
| 직위                      | 이름   | 비고 |
| ------------------------- | ------ | ---- |
| 감독                      | 김기태 |      |
| 수석 코치                 | 조계현 |      |
| 타격 코치                 | 김무관 |      |
| 팀배팅 코치               | 최태원 |      |
| 투수 코치                 | 차명석 |      |
| 투수 코치                 | 강상수 |      |
| 수비 코치                 | 류지현 |      |
| 작전/주루 코치            | 송구홍 |      |
| 외야 수비 코치            | 김인호 |      |
| 배터리 코치               | 김정민 |      |
| 트레이닝 코치             | 김용일 |      |
| 퓨처스 리그 감독          | 노찬엽 |      |
| 퓨처스 리그 타격 코치     | 김선진 |      |
| 퓨처스 리그 타격 코치     | 서용빈 |      |
| 퓨처스 리그 투수 코치     | 박석진 |      |
| 퓨처스 리그 투수 코치     | 최원호 |      |
| 퓨처스 리그 수비 코치     | 박종호 |      |
| 퓨처스 리그 작전 코치     | 박준태 |      |
| 퓨처스 리그 배터리 코치   | 장광호 |      |
| 퓨처스 리그 잔류책임 코치 | 김영직 |      |

## 타이틀
- KBO 골든글러브: 박용택 (외야수)
- 성구회 헌액: 이병규 (1974년)
- 스포츠토토 올해의 선행상: 이병규 (1974년)
- 한일 프로야구 레전드매치 올스타: 김인식 (감독), 김재박 (플레잉코치), 김용수 (투수), 김동수 (포수), 류지현 (내야수)
- 올스타 선발: 이병규(1974년) (외야수), 이진영 (외야수), 박용택 (지명타자)
- 올스타전 추천선수: 주키치, 유원상, 김태군
- 스포츠조선 선정 올스타 베스트10: 이병규(1974년) (외야수), 박용택 (지명타자)
- KBO 대학생 객원마케터 선정 신일고등학교 올스타: 김재현, 조인성, 봉중근
- 컴투스프로야구 주요 외국인선수 라인업: 주키치 (중계투수)
- 출장(타자): 오지환 (133)
- 출장(야수): 오지환 (132)
- 2루타: 박용택 (34)
- 멀티히트: 박용택 (45)
- 득점권타율: 박용택 (0.416)
- 수비이닝: 오지환 (1141)
- 어시스트: 오지환 (425)

### 퓨처스리그
- 퓨처스 올스타: 신동훈, 김재율, 정병곤, 이민재
- 북부리그 3루타: 이민재 (7)

## 선수단
- 선발투수: 주키치, 리즈, 신재웅, 김광삼, 정재복, 이대진, 이승우
- 구원투수: 유원상, 우규민, 이동현, 이상열, 김기표, 류택현, 최성훈, 임찬규, 신동훈, 한희, 양승진, 김선규, 이성진, 임정우
- 마무리투수: 봉중근, 이대환, 신정락, 이희성
- 포수: 윤요섭, 심광호, 유강남, 조윤준, 김태군
- 1루수: 이병규 (1983년), 최동수, 김용의, 최영진
- 2루수: 김태완, 김일경, 서동욱, 정주현, 김지성
- 유격수: 오지환
- 3루수: 정성훈, 윤진호, 김재율
- 좌익수: 정의윤, 이천웅, 황선일, 윤정우
- 중견수: 박용택, 이민재, 이대형
- 우익수: 이진영, 이병규 (1974년), 양영동, 손인호
- 지명타자: 서상우

## 선수 이적

### 영입
| # | 이름   | 포지션 | 이전구단      | 이적유형                           | 이적시기         |
| - | ------ | ------ | ------------- | ---------------------------------- | ---------------- |
| 1 | 김일경 | 내야수 | 넥센 히어로즈 | 룰5 드래프트 이적                  | 2011년 11월 22일 |
| 2 | 윤정우 | 외야수 | KIA 타이거즈  | 룰5 드래프트 이적                  | 2011년 11월 22일 |
| 3 | 최동수 | 내야수 | SK 와이번스   | 룰5 드래프트 이적                  | 2011년 11월 22일 |
| 4 | 최현종 | 외야수 | 넥센 히어로즈 | 방출 후 이적                       | 2011년 12월 2일  |
| 5 | 나성용 | 포수   | 한화 이글스   | FA 송신영의 보상선수 자격으로 이적 | 2011년 12월 6일  |
| 6 | 윤지웅 | 투수   | 넥센 히어로즈 | FA 이택근의 보상선수 자격으로 이적 | 2011년 12월 6일  |
| 7 | 임정우 | 투수   | SK 와이번스   | FA 조인성의 보상선수 자격으로 이적 | 2011년 12월 8일  |
| 8 | 이희성 | 투수   | 고양 원더스   | 이적                               | 2012년 7월 6일   |
| 9 | 김영관 | 투수   | 고양 원더스   | 이적                               | 2012년 8월 21일  |

### 신인 드래프트
| 선수 (지명순) | 1순위 조윤준 2순위 최성훈 3순위 김웅 4순위 전호영 5순위 나규호 6순위 신동훈 7순위 이장희 8순위 송상훈 9순위 서상우 |

### 방출
| #  | 이름   | 포지션 | 이적구단      | 이적유형            | 이적시기         |
| -- | ------ | ------ | ------------- | ------------------- | ---------------- |
| 1  | 송신영 | 투수   | 한화 이글스   | FA 자격에 따른 이적 | 2011년 11월 20일 |
| 2  | 이택근 | 외야수 | 넥센 히어로즈 | FA 자격에 따른 이적 | 2011년 11월 20일 |
| 3  | 조인성 | 포수   | SK 와이번스   | FA 자격에 따른 이적 | 2011년 11월 22일 |
| 4  | 박동욱 | 투수   | 롯데 자이언츠 | 룰5 드래프트 이적   | 2011년 11월 22일 |
| 5  | 이학준 | 내야수 | 한화 이글스   | 룰5 드래프트 이적   | 2011년 11월 22일 |
| 6  | 서승화 | 투수   |               | 방출                | 2011년 11월 25일 |
| 7  | 민경수 | 투수   |               | 방출                | 2011년 11월 25일 |
| 8  | 지승환 | 투수   |               | 방출                | 2011년 11월 25일 |
| 9  | 김성현 | 투수   |               | 퇴출                | 2012년 3월 6일   |
| 10 | 박현준 | 투수   |               | 퇴출                | 2012년 3월 6일   |
| 11 | 윤찬수 | 투수   |               | 방출                | ?                |
| 12 | 심광호 | 포수   |               | 방출 (은퇴 선언)    | 2012년 10월 2일  |
| 13 | 이대환 | 투수   |               | 방출                | 2012년 10월 2일  |
| 14 | 이대진 | 투수   |               | 방출 (은퇴 선언)    | 2012년 10월 2일  |
| 15 | 손인호 | 외야수 |               | 방출 (은퇴 선언)    | 2012년 10월 2일  |
| 16 | 최유건 | 투수   |               | 방출                | ?                |

## 주요 엔트리
- 업데이트 :

| 포지션 | 이름 |
| ------ | ---- |
| 투수   |      |
| 포수   |      |
| 내야수 |      |
| 외야수 |      |

## 여담
- 주키치는 전반기 피3루타 9개로 KBO 리그 단일 시즌 전반기 최다 기록을 세웠다.
- 주키치는 KBO 올스타전 사상 첫 외국인 패전투수가 되었다.
- 리즈는 9월 24일 SK 와이번스와의 경기에서 조동화를 상대로 162.1km/h의 공을 던졌다. 이는 PTS 기준으로 KBO 리그 역대 최고 구속이다.
- 이희성은 고양 원더스에서 뛰다가 LG 트윈스에 영입되어 독립구단 선수 중 사상 최초로 프로 구단에 입단한 선수가 되었다.
- 이대진은 이 시즌을 끝으로 은퇴하여, KBO 리그 역대 주포지션이 투수였던 선수 중 통산 최다 타석(39), 최다 타수(37), 최다 인플레이타구(19), 최다 득점(2), 최다 안타(3), 최다 3루타(1), 최다 루타(6), 최다 장타(2), 최다 타점(4), 최다 순수타점(4), 최다 볼넷(2), 최다 삼진(18) 기록을 세웠다.

## 참조
1. ↑  LG 박현준 오키나와 간다, 6명 추가 합류 결정 《스포츠조선》, 2012년 2월 1일 작성